# Изнаир (Ртищевский район)
Изнаир  — село в Ртищевском районе Саратовской области, на территории Краснозвездинского муниципального образования (сельского поселения).
Расположено близ места впадения реки Изнаир в Хопер.

## История
Село — одно из наиболее ранних русских поселений Верхнего Прихоперья. Жителями этих мест были однодворцы, охранявшие границу Московского государства с Диким полем. Селение носило название Ивансырс. После учреждения церковного прихода село стало называться Богородское. В 1794—1928 гг. входило в состав Сердобского уезда Саратовской губернии, затем в Ртищевский район Саратовской области. До 1954 года имелся свой сельсовет.

## Улицы
- Заречная